# Guioa bicolor
Espèce
Statut de conservation UICN

 VU A1c, B1+2c : Vulnérable
Guioa bicolor est une espèce de plantes de la famille des Sapindaceae.

## Publication originale
- Philippine Journal of Science 17: 279. 1920[1921].